# Come on, Cowboys
Come on, Cowboys è un film del 1937 diretto da Joseph Kane.
È un film western statunitense con Robert Livingston, Ray Corrigan e Max Terhune. Fa parte della serie di 51 film western dei Three Mesquiteers, basati sui racconti di William Colt MacDonald e realizzati tra il 1936 e il 1943.

## Produzione
Il film, diretto da Joseph Kane su una sceneggiatura di Betty Burbridge con il soggetto di William Colt MacDonald (cretore dei personaggi), fu prodotto da Sol C. Siegel (associate producer) per la Republic Pictures e girato nell'Iverson Ranch e nel Brandeis Ranch a Chatsworth e nel Burro Flats nelle Simi Hills, in California.

## Distribuzione
Il film fu distribuito negli Stati Uniti dal 24 maggio 1937 al cinema dalla Republic Pictures.

## Promozione
La tagline è: "Those Three Cactus Cavaliers".